# Schwechat
Schwechat är en stadskommun i distriktet Bruck an der Leitha i förbundslandet Niederösterreich i Österrike. Staden ligger sydost om Wien vid floden Schwechat. Kommunen har 21 227 invånare (2024). Stadskärnan ligger i den västra delen av kommunen och i den östra delen av kommunen ligger Wien-Schwechats flygplats. 
Kommunen består av fyra orter (Ortschaften) (inom parentes invånarantal 1 januari 2024):
- Kledering (766)
- Mannswörth (2 201)
- Rannersdorf (3 034)
- Schwechat (15 226)

## Näringsliv
Förutom flygplatsen finns i Schwechat även stora oljeraffinaderier som tillhör OMV AG. Schwechat är även känt för bryggeriet Schwechat.